# Wilhelm Sulpiz Kurz
Wilhelm Sulpiz Kurz (1834–1878) va ser un botànic alemany i director dels jardins botànics de Bogor, Java occidental i de Kolkata.
Treballà a Índia, Indonèsia, Birmània, Malàisia i Singapur.
Nasqué a Múnic, i va ser deixeble de Carl Friedrich Philipp von Martius. Es traslladà a Java, aleshores governada pels Països Baixos, on s'hi va estar uns anys. El 1864 el botànic Thomas Anderson  l'aconsellà traslladar-se a Calcuta per tenir cura de l'herbari de la ciutat.
Kurz explorà Birmània i Pegu, i passà tres mesos a les Illes Andaman, de les quals va fer un informe botànic complet el 1870. Morí a Penang el 15 de gener de 1878.

## Obres
L'obra principal de Kurz és Forest Flora of British Burma, Calcutta, 1877, 2 vols. També va escriure articles per al Journal of the Asiatic Society of Bengal i el Journal of Botany.